# Marcus Fleming
John Marcus Fleming (1911-1976) fue un economista británico, director adjunto del departamento de investigación del Fondo Monetario Internacional durante muchos años y ya era un miembro de este departamento durante el período de la incorporación de Mundell. Aproximadamente al mismo tiempo que Mundell, Fleming presentó una investigación similar sobre políticas de estabilización para las economías abiertas. Como resultado, los libros de texto de hoy se refieren al modelo Mundell-Fleming. En cuanto a su profundidad, alcance y poder de análisis, sin embargo, la contribución de Mundell predomina.